# 香港遊樂場協會籃球隊
香港遊樂場協會籃球隊（HKPA Basketball Team，簡稱遊協籃球隊），是香港遊樂場協會屬下的一支籃球隊，現時為香港籃球聯賽乙組參賽球隊。

## 球隊歷史
一向為香港籃球聯賽提供主要比賽場地的香港遊樂場協會，於2004年組成球隊參賽，便能贏得乙組聯賽冠軍，取得升上甲二組資格。
遊協籃球隊於2005年更贏得甲二組聯賽冠軍，首次升上甲一組作賽，季前揚言組成勁旅參賽，挑戰近年香港籃球壇南華、永倫、福建三雄鼎立的局面。原來卻是雷聲大雨點小，除了控球後衛陳守健
較具份量外，其餘只能羅致一些二、三線球員成軍，最終在2006年甲一組聯賽敬陪末席，只作賽了一季便降回甲二組。
2009年，遊協第二次贏得甲二組聯賽冠軍，得以重返甲一組作賽。2010年球季，在教練林俊威帶領下，完成季前護級成功的目標。
2011年，遊協羅致到李偉倫、宗銘達兩名老將助陣，帶領一班年輕新秀作戰。2011年4月13日於甲一組籃球聯賽對永倫幾乎成功爆冷，可惜在第三節領先16分下，最終以65：66飲恨。
2017年，簽了本土洋將布力斯捷有力保住甲一席位.

### 2017年-2018年甲一聯賽球季
2017年10月，簽了吳華峰、楊文綱、黃律堯、鄭錦興、蕭健勳加強實力。
常規賽曾爆冷擊敗南華，但最後只得聯賽第五。

### 2018年-2019年甲一聯賽球季
2019年擴軍，希望力爭入前四，一口氣簽入多名華人球員包括莫家俊、呂志明、借了東方球員蘇志樂及蘇尚瀛，外援萊恩奥尼爾加強實力。教練團方面為加入香振強教練。
2018年11月18日工商盃，晚上7點對飛馬籃球隊A，勝47比30。
2018年12月10日工商盃，晚上9時對駿業體育會B，16一103勝。
2019年1月4日工商盃，晚上7點對大同籃球隊。勝82比41。
2019年3月8日備戰銀牌賽3月28日對南華籃球隊的比賽，公佈季中正式加盟球員包括東方籃球隊外借加盟3子，蘇志樂、蘇尚瀛、丹尼爾，居港外援中鋒萊恩摩斯、其他加盟華人球員包括:朱耀中、區年樂、陸子軒、黃偉琪、呂志明、李卓然、馮嘉豪、錢嘉豪、邱廣華、麥瑋霖。

## 管理層
| 球會主席： | 朱耀中 |
| 球會領隊： | 李賜豪 |

## 職員名單
| 球會技術顧問及總教練： | 香振強   |
| 球會副教練:            | 黃志偉   |
| 球會副教練:            | 田泳浚   |
| 球會副教練:            | 湯健文   |
| 球會體能教練:          | 萊恩摩斯 |

## 球隊榮譽
- 香港籃球聯賽甲二組冠軍 兩次（2005、2009年）
- 香港籃球聯賽乙組冠軍 一次（2004年）

## 歷任總教練
- 香振強(2018年9月一）
- 宗銘達(2016年一2018年）

## 歷任副教練
- 田泳浚(2018年9月一 ）
- 黃志偉(2016年一）
- 湯健文(2016年一）

## 歷任體能教練
- 萊恩摩斯(2018年9月一）

## 曾效力球員

### 本地球員
- 陳守健
- 李偉倫
- 宗銘達
- 潘正熙
- 李嘉耀
- 謝文俊
- 黃志偉
- 潘嘉駿
- 廖慧森
- 胡兆智
- 陸子軒
- 韓旭健
- 易漢暉
- 謝再生
- 馮嘉豪
- 吳家麒
- 吳直謙
- 鄭寶揚
- 盧致誠
- 張永生
- 錢嘉豪
- 李卓然

### 本土洋將球員
- 布力斯捷

## 外部連結
- 香港籃球總會網頁 （页面存档备份，存于）